# Leo Kestenberg

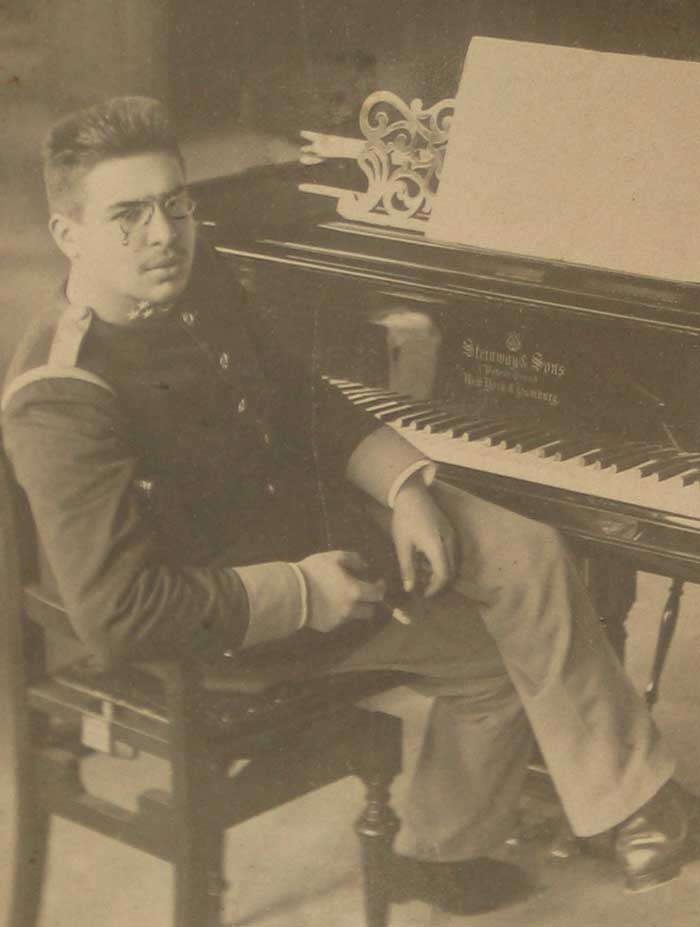
Leo Kestenberg am Klavier, 1905

Leo Kestenberg (* 27. November 1882 in Rosenberg, Österreich-Ungarn; † 13. Januar 1962 in Tel Aviv, Israel) war ein deutsch-israelischer Pianist, Musikpädagoge und Kulturpolitiker.

## Leben und Wirken

### Kindheit und Ausbildung
Kestenberg wurde als Sohn eines jüdischen Kantors in Rosenberg (heute Ružomberok) im damaligen Königreich Ungarn der Habsburgmonarchie geboren. Als er vier Jahre alt war, siedelte die Familie nach Prag über und von dort zwei Jahre später nach Reichenberg. Den ersten Klavierunterricht erhielt Kestenberg beim Vater, danach 1894/95 bei Musikdirektor Gustav Albrecht in Zittau. Seine Schulzeit schloss Kestenberg nach Absolvierung des Untergymnasiums mit der Mittleren Reife ab. Mit 15 Jahren begann er in Berlin bei Franz Kullak Klavier zu studieren. Die Begegnung 1898 mit Ferruccio Busoni, mit dem und dessen Familie ihn eine innige Freundschaft verband, führte zur entscheidenden Wende seines künstlerischen Lebens. Nach Klavierunterricht bei José Vianna da Motta, Hermann Scholtz und Felix Draeseke besuchte Kestenberg 1900 in Weimar einen Meisterkurs Busonis und setzte sich mit den Werken Bachs, Schumanns und vor allem Liszts auseinander. Im gleichen Jahr trat er in die Militärkapelle in Josefsstadt ein und begann seine Konzerttätigkeit in Reichenberg als Solist des Es-Dur-Konzertes von Liszt. Er wurde musikalischer Berater der Volksbühne Berlin, Lehrer für Klavier am Stern’schen Konservatorium und am Klindworth-Scharwenka Konservatorium in Berlin und begann seine Tätigkeit in den Bildungsausschüssen der Sozialdemokratischen Partei, der er 1900 beigetreten war, und publizierte in den Sozialistischen Monatsheften.

### Berlin

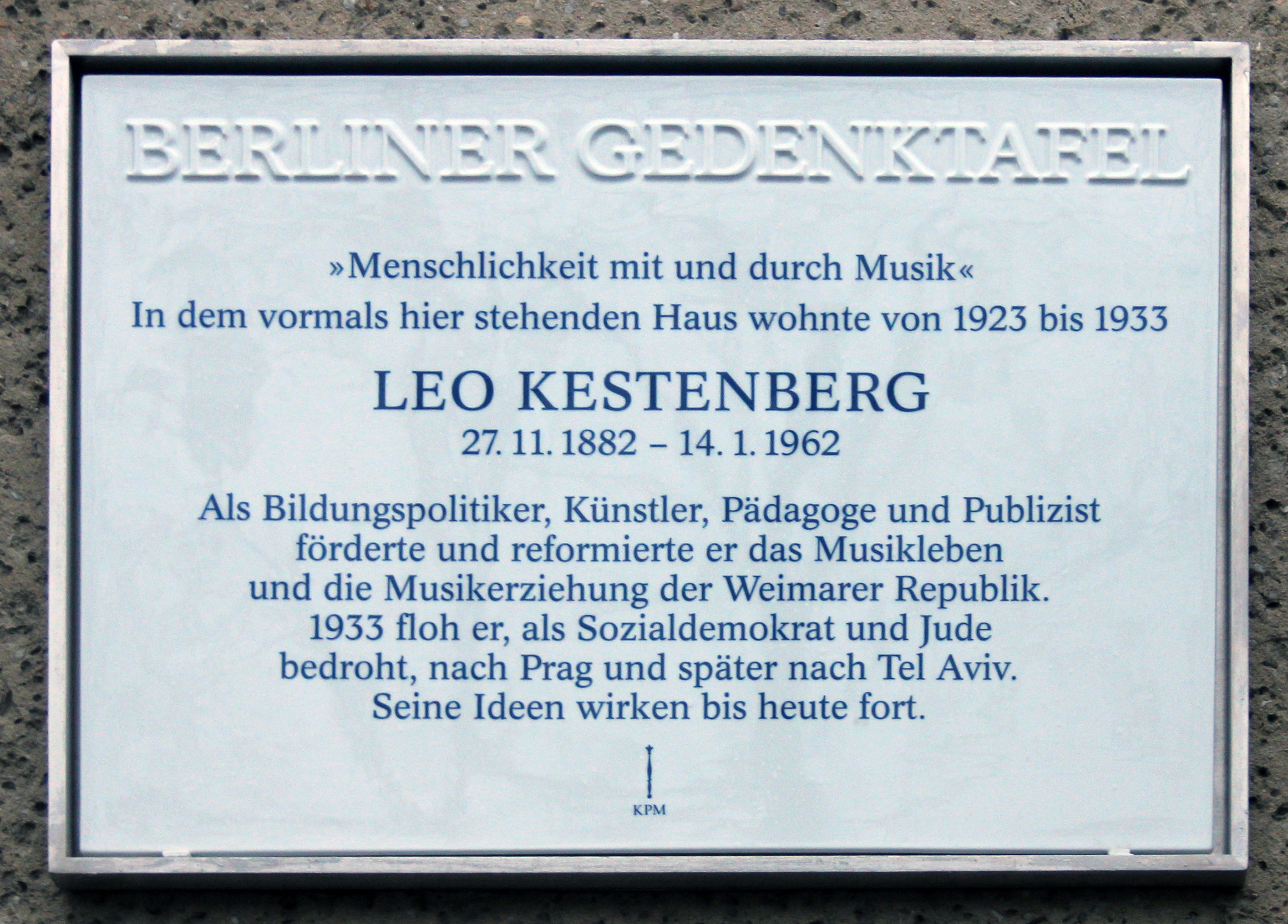
Berliner Gedenktafel am Haus, Barstraße 12, in Berlin-Wilmersdorf

Im Januar 1906 gab Kestenberg seinen ersten Klavierabend in Berlin und wurde zum gefragten und gefeierten Liszt-Interpreten.
1908 heiratete er Grete Kussel, mit der er zwei Töchter hatte.
Kestenberg begann seine berufliche Karriere als Konzertpianist, diese wurde schließlich mit einer Professur für Klavier an der Berliner Musikhochschule 1921 bis 1929 gekrönt. Allerdings wurde sein kulturpolitisches Engagement dadurch nicht verdrängt. Seit 1905 organisierte er im Rahmen der Sozialdemokratischen Arbeitervereine und Gewerkschaften in der Freien Volksbühne und beim Arbeiter-Sängerbund zahlreiche künstlerische Veranstaltungen, gab Arbeiterkonzerte und engagierte sich für eine Demokratisierung der Künste. Dem diente sein Engagement im Volksbildungsprojekt der Kroll-Oper (1927–1930), seine Mitwirkung bei Paul Cassirers Kunstzeitschrift Der Bildermann (1916) wie seine Unterstützung der „Kommission für vorbildliche Arbeitermöbel“ (1912).
1918 war Kestenberg als wissenschaftlicher Mitarbeiter ins Preußische Kultusministerium eingetreten, wurde 1920 zum Referenten der Kunstabteilung berufen und leitete die Musikabteilung des „Zentralinstituts für Erziehung und Unterricht“. Hier widmete er sich nicht nur der Modernisierung und Professionalisierung der schulmusikalischen Bildung, sondern leitete die gesamte preußische Berufungspolitik für die Berliner Theater und Orchester. In seiner Schrift Musikerziehung und Musikpflege (1921) stellte er erstmals einen Bildungsgesamtplan vom Kindergarten bis zur Universität und zur volkstümlichen Musikpflege auf, der dann die Grundlage zu der vom Preußischen Landtag angeforderten „Denkschrift über die gesamte Musikpflege in Schule und Volk“ (1923) bildete. Mit Unterstützung des parteilosen Kultusministers Carl Heinrich Becker konnte er wesentliche bildungspolitische Reformen in Preußen durchführen (Kestenberg-Reform). Nur wenige Tage nach seinem 50. Geburtstag wurde Kestenberg aus politischen Gründen am 1. Dezember 1932 in den einstweiligen Ruhestand versetzt.

### Prag
Unmittelbar nach der Machtübergabe an die Nationalsozialisten emigrierte Kestenberg 1933 zunächst nach Prag, wo er seine tschechoslowakische Staatsbürgerschaft reaktivieren konnte. Gleich nach seiner Ankunft nahm er dort Kontakte zum Außenminister Kamil Krofta und zu den deutschen Emigrantenkreisen auf (Oskar Kokoschka, Willy Haas, Ernst Bloch, Golo Mann) und dem Prager Max Brod. Hier jedoch geriet er bald zwischen die Fronten der eher nationalistischen tschechischen Musikerziehung im Gegensatz zur zugleich vorhandenen Tendenz einer zunehmenden, internationalen Öffnung. Als es 1934 in Prag zur Gründung der „Gesellschaft für Musikerziehung“ kam, übernahm er daher die Leitung der Sektion für internationale Beziehungen. Kestenberg engagierte sich auch in der Fachgruppe ehemaliger reichsdeutscher Pädagogen, die dem Verband deutscher Lehreremigranten angeschlossen war.
Im Herbst 1938 musste Kestenberg erneut vor den Nationalsozialisten fliehen und kam nach Paris, wo er mit Hilfe von Freunden und Kollegen die in Prag gegründete „Internationale Gesellschaft für Musikerziehung“ weiterführen wollte. Die politisch immer bedrohlicher werdende Lage in Europa veranlasste ihn Ende 1938, erneut zu emigrieren und nach Tel Aviv zu übersiedeln.

### Tel Aviv

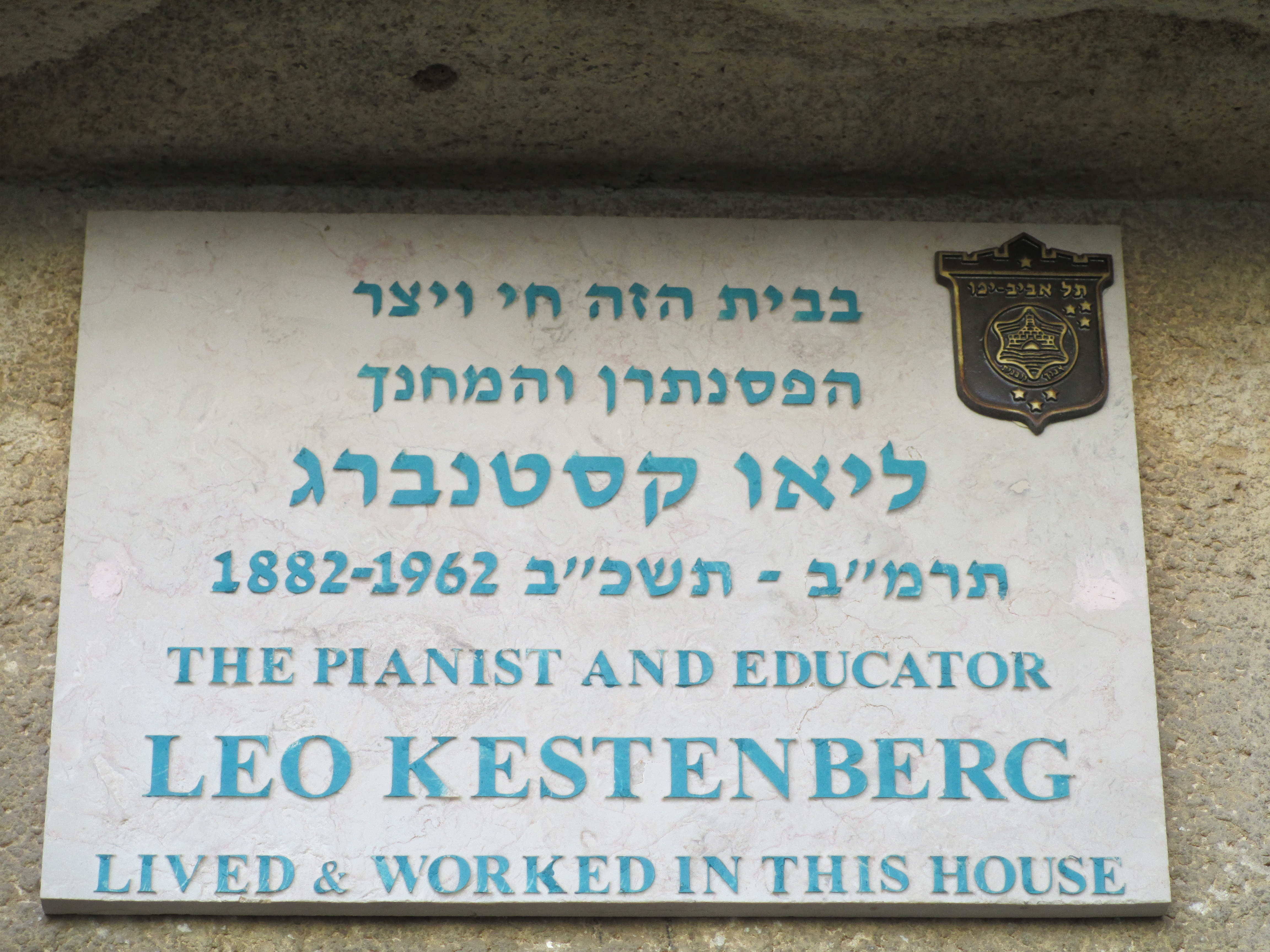
Gedenktafel für Leo Kestenberg am Haus, in dem er in Tel Aviv wohnte (Adam HaCohen Street 20)

In Tel Aviv übernahm er zunächst die Stelle des Generalmanagers des Palestine Orchestra, das von Heinrich Simon und dem Geiger Bronisław Huberman mit eingewanderten Musikern gegründet worden war. Diese Tätigkeit bedeutete aber eine rein administrative Aufgabe, die ihm als schaffendem Künstler und aktivem Bildungspolitiker fremd war. Schon nach wenigen Jahren kam es zu Spannungen zwischen ihm und den Orchestermusikern, so dass er nach sechs Jahren diese Stellung wieder aufgab und sich ganz der musikpädagogischen Arbeit mit dem Aufbau einer allgemeinen Musikerziehung in seiner noch im Aufbau befindlichen neuen Heimat widmete. Wichtigstes Ergebnis dieser Bemühung war 1945 die Gründung eines Seminars für Musikerzieher (Midrasha le mechanchim leMusica), das als eigenständiges Music Teacher College weitergeführt wurde und in den 1980er Jahren im Levinsky College of Education in Tel Aviv aufgegangen ist und in dieser Form bis heute besteht. Neben seiner Lehrtätigkeit in der Midrasha unterrichtete er viele Privatschüler (u. a. Menachem Pressler, „Sigi“ (Alexis) Weissenberg, Hadassah Brill, Rina Braverman, Ricci Horenstein). 1953 wurde er wegen seiner Verdienste um die Musikerziehung zum ersten Ehrenpräsidenten der neu gegründeten International Society for Music Education (ISME) gewählt. Im gleichen Jahr kam er noch einmal zu einem kurzen Besuch nach Berlin und Badenweiler.

## Kulturpolitische Bedeutung

### Sozialismus und Kunst
Bereits in seiner Schulzeit kam Kestenberg in Reichenberg mit der sozialistischen Arbeiterbewegung und ihren Ideen von Gleichheit und Menschenwürde in Berührung. Schon früh verband er den Glauben an den Sozialismus mit der Bedeutung der Musik, die allen Menschen als eine über die Not des Alltags erhebende Erfahrung zuteilwerden müsse. Aus dieser Wurzel erwuchs seine gesamte bildungspolitische Arbeit, insbesondere seine programmatische Arbeit in der Arbeiterbewegung, den Gewerkschaften und der Freien Volksbühne. Hier entwickelte er den Gedanken einer allgemeinen Volksbildung, die dann schließlich zu den Reformansätzen in der Bildungsarbeit als Musikreferent im Preußischen Kultusministerium in den 1920er Jahren führte.

### Musikpädagogische Reformen
Als Ministerialrat war Kestenberg für die Musikangelegenheiten an allen großen Bühnen und Orchestern zuständig und führte die Berufungsverhandlungen u. a. mit Arnold Schönberg, Hans Pfitzner, Wilhelm Furtwängler und Otto Klemperer wie auch mit den musikwissenschaftlichen Lehrstuhlinhabern an den Preußischen Universitäten. Auf diese Weise bestimmte er maßgeblich die Musikpolitik in Preußen.
Die von Kestenberg seit 1922 eingeleiteten Reformen des Schul- und Musikschulwesens zielten auf eine fachliche Konsolidierung des Musikunterrichts durch eine intensive Professionalisierung der Musiklehrerausbildung. Neue Richtlinien für den Unterricht an Volks-, Mittel- und höheren Schulen (1924–1927) wurden in der Folge von neuen Prüfungsordnungen für das künstlerische Lehramt (1922) sowie für den Privatunterricht (1925) erlassen. Für den Instrumental- wie Schulmusiklehrer wurde die Ausbildung akademisiert und zunächst institutionell den Musikhochschulen bzw.  musikwissenschaftlichen Seminaren der Universitäten zugeordnet. Dies hatte eine beginnende Gleichstellung der Musikpädagogen mit den akademischen Lehrern zur Folge und bedeutete eine bildungspolitische Aufwertung des Faches. Gleichzeitig wurde damit die wissenschaftliche, künstlerische und pädagogische Ausbildung der Musiklehrer begründet, deren Grundzüge bis in die Gegenwart hinein nachwirken.
Die Suche nach neuen Wurzeln in den Jahren des Exils hat Kestenberg zur Überwindung eines nationalen Egoismus geführt und seinen kosmopolitischen Internationalismus hervorgerufen. Diese Wendung kündigte sich während der Jahre des Prager Exils mit der 1934 erfolgten Gründung einer Internationalen Gesellschaft für Musikerziehung an, die als Vorläufer der International Society for Music Education (ISME) angesehen werden kann. Den Internationalismus seines Denkens und Handelns spiegelt sein umfangreicher Briefwechsel wider. Es gibt kaum einen namhaften Intellektuellen, Künstler und Wissenschaftler in der ersten  Hälfte des 20. Jahrhunderts, mit dem Kestenberg nicht im geistigen Austausch gestanden hat. In den letzten Lebensjahren in Tel Aviv tritt dann wieder stärker sein ursprüngliches Judentum in den Vordergrund. Aus innerer Überzeugung war er gleich nach der Ausrufung des Staates Israel 1948 israelischer Staatsbürger geworden und hatte seine musikpädagogische Arbeit im und für den neuen Staat Israel weitergeführt.

## Ehrungen
In Anerkennung seiner Lebensleistungen trägt die Musikschule des Berliner Bezirks Tempelhof-Schöneberg den Namen Leo Kestenberg Musikschule.
Anlässlich des 80. Jahrestages der Gründung der Gesellschaft für Musikerziehung in Prag veranstaltete die Musikschule als Leo-Kestenberg-Projekt am 25. März 2014 ein Benefizkonzert im Kammermusiksaal der Berliner Philharmonie.
Am 27. November 2017 wurde an seinem ehemaligen Wohnort, Berlin-Wilmersdorf, Barstraße 12, eine Berliner Gedenktafel enthüllt.

## Schriften
- Leo Kestenberg: Gesammelte Schriften in 4 Bänden und 2 Teilbänden. hg. von Wilfried Gruhn, Freiburg 2009–2013.
- Leo Kestenberg (Hrsg.): Kunst und Technik. Berlin 1930, erneut bei epOs-Music, Osnabrück 1999.
- Leo Kestenberg: Musikerziehung und Musikpflege. Leipzig 1921, online in der Deutschen Nationalbibliothek.
- Ph. A. Maxwell (Hrsg.): Leo Kestenberg & Franz W. Beidler, Complete Correspondence 1933–1956, online press 2013.